# Juan Miguel de la Guardia
Juan Miguel de la Guardia y Ceinos (Ontaneda, Cantabria, 12 de julio de 1849 - Oviedo, Asturias, 1910) fue un ingeniero, geógrafo, arquitecto y urbanista español. Ocupó el puesto de arquitecto Municipal en la ciudad de Oviedo desde el año 1882 hasta 1911, lugar donde realizó varios edificios de estilo ecléctico francés típico de final de siglo XIX. Junto con los arquitectos Javier Aguirre y Nicolás García Rivero, formó parte de la generación ovetense de arquitectos de 1881.

## Biografía

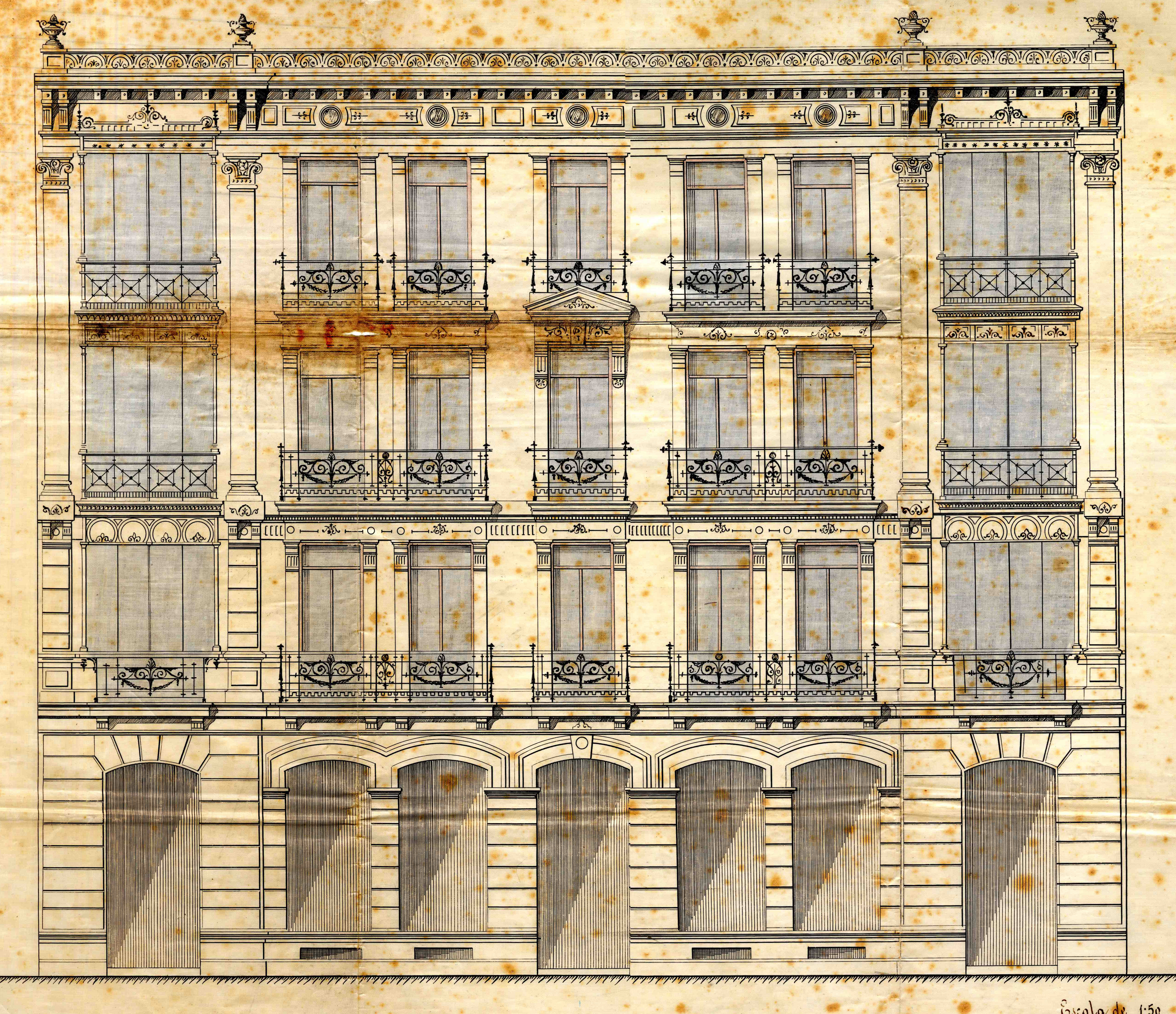
Casa de Don Oliverio Martínez y Mier en la calle Fruela, Oviedo

Estudia arquitectura en la Escuela Técnica Superior de Arquitectura de Madrid en el periodo 1872-1876, obteniendo el título en 1881 tras trabajar como ingeniero geógrafo en ese intervalo. Finaliza la carrera el mismo año que el arquitecto madrileño José López Sallaberry.
En el año 1882 llega a Asturias y obtiene la plaza de arquitecto municipal de Oviedo, ocupando este cargo hasta su muerte. Como arquitecto municipal destacan las parcelaciones de la finca Villazón en 1884 y Llamaquique en 1890, que asentaron el ensanche de Oviedo. También elaboró todo tipo edificios públicos que la municipalidad requiriese; como escuelas, mercados, laboratorios y obras de urbanización de distinta índole.
Respecto sus trabajos privados, destacan el gran número de chalets y palacetes que elaboró principalmente en Oviedo, siguiendo un estilo ecléctico y francés. La relación que tiene con los indianos llegados de América le permite recibir varios encargos de viviendas en Oviedo, como Villa Magdalena. También desarrolla edificios de apartamentos, de gran aceptación entre la burguesía. Estos edificios tenían una gran composición de elementos de distinto tipo como frontones, cúpulas y miradores, formando una fachada muy ornamentada. Su estudio estuvo en la calle Uría, 12.
En Langreo construyó las Escuelas Dorado en Sama y el mercado de abastos de La Felguera, ambos en los años veinte. En 1988 el Ayuntamiento de la ciudad le rinde honores en el centenario de su nacimiento, poniendo nombre a una de sus avenidas: Paseo Juan Miguel de la Guardia.

## Obras
La ubicación es en Oviedo salvo que se indique lo contrario.
- Escuela la Luna, actual CP Dolores Medio (1883-1885)

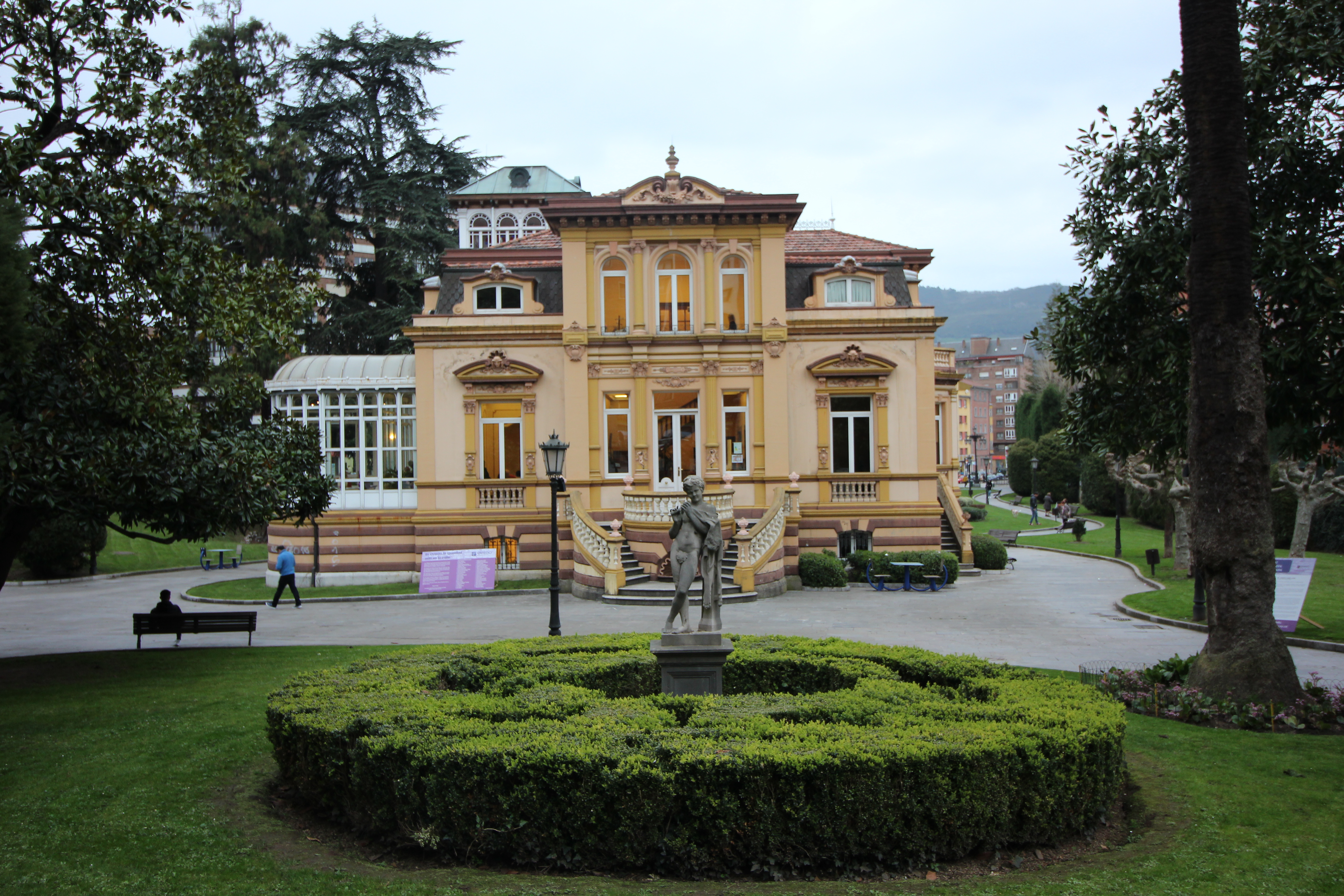
Villa Magdalena, 1904

- Villa Magdalena, 1904Circo de Santa Susana, Oviedo (1884)
- Calle Uría, 50, 52, 56 y 58, (1884-1886)
- Chalet de Concha Heres (1887), una de sus mejores obras, fue demolido en 1978 para construir el banco de España.
- Mercado del Progreso (1883-1887), destruido en 1953 para la construcción del edificio La Jirafa.[6]
- Quiosco de la música del Bombé (1887)
- Calle Fruela, 2, 6, 8, 3, 7 (1887-1889)
- Actual hospital de la Cruz Roja (Gijón, 1889)
- Plaza de toros de Buenavista (1889)
- Villa Angustias, (Cangas de Narcea, 1889)
- Calle Altamirano, 1 (1892)
- Edificio del Pasaje (Calle Uría, 1893)
- Villa Guatemala (Luarca, 1893)
- Calle Ezcurdia, 16 (Martillo de Capua, Gijón, 1894)
- Casa del marqués de Tremañes (Calle Uría, 1895)
- Pabellón del balneario de Las Caldas (1896)
- Chalé Díaz Rubín (1897)
- Casa Marquesa San Juán de Nieva (1899)
- Villa La Argentina (Luarca, 1899)
- Casa del Deán Payarinos, 1900Casa del Deán Payarinos (1900)

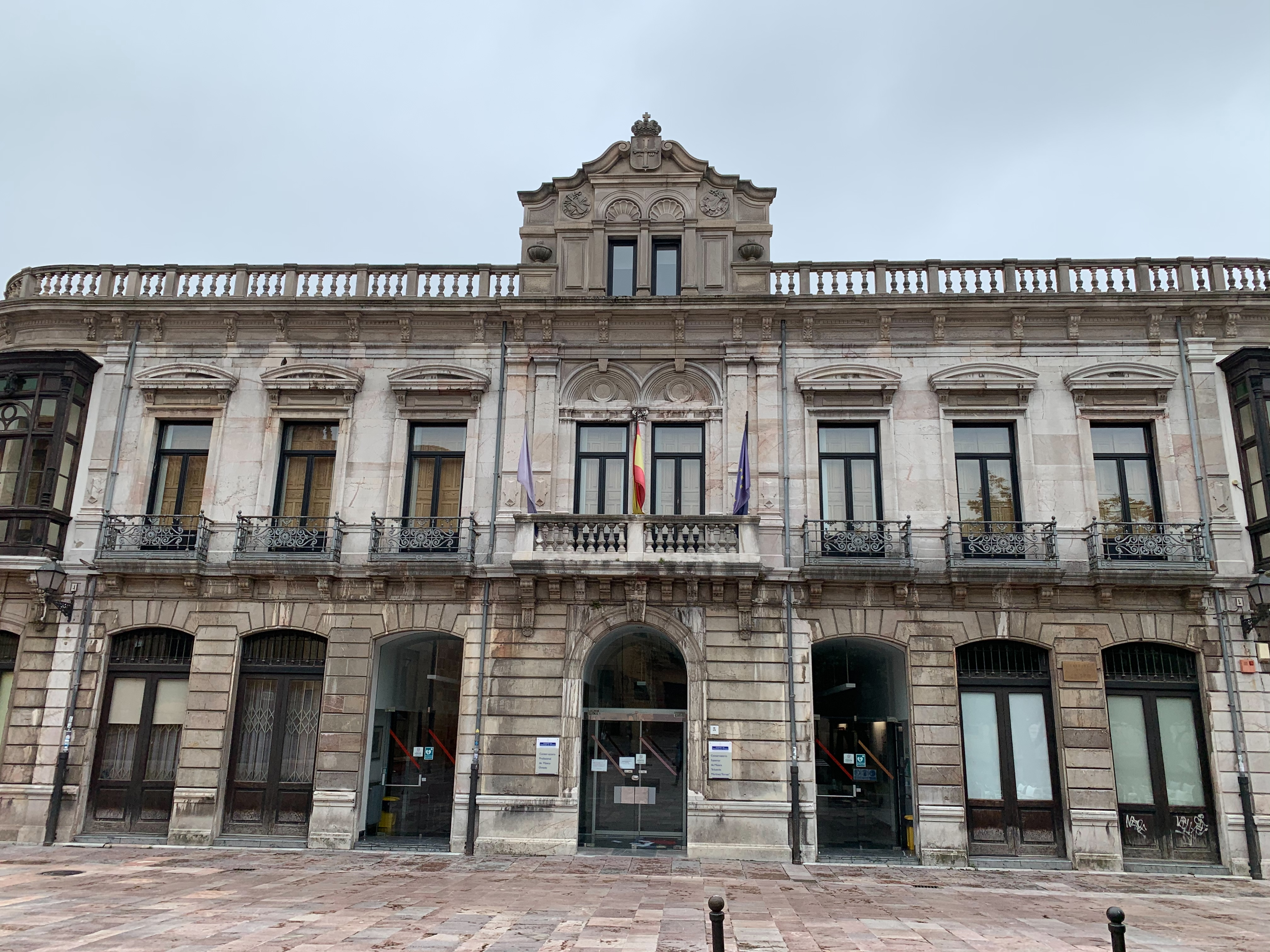
Casa del Deán Payarinos, 1900

- Antiguo Banco Asturiano (Plaza Porlier, 1901)
- Laboratorio en el Campo de los Patos (1901)
- Mercado Cubierto (Villaviciosa, 1901)
- Villa Magdalena (1902)
- Palacete de los Masaveu (1902)
- Casa de Eladio Muñiz (Calle de la Cámara, Avilés, 1903)

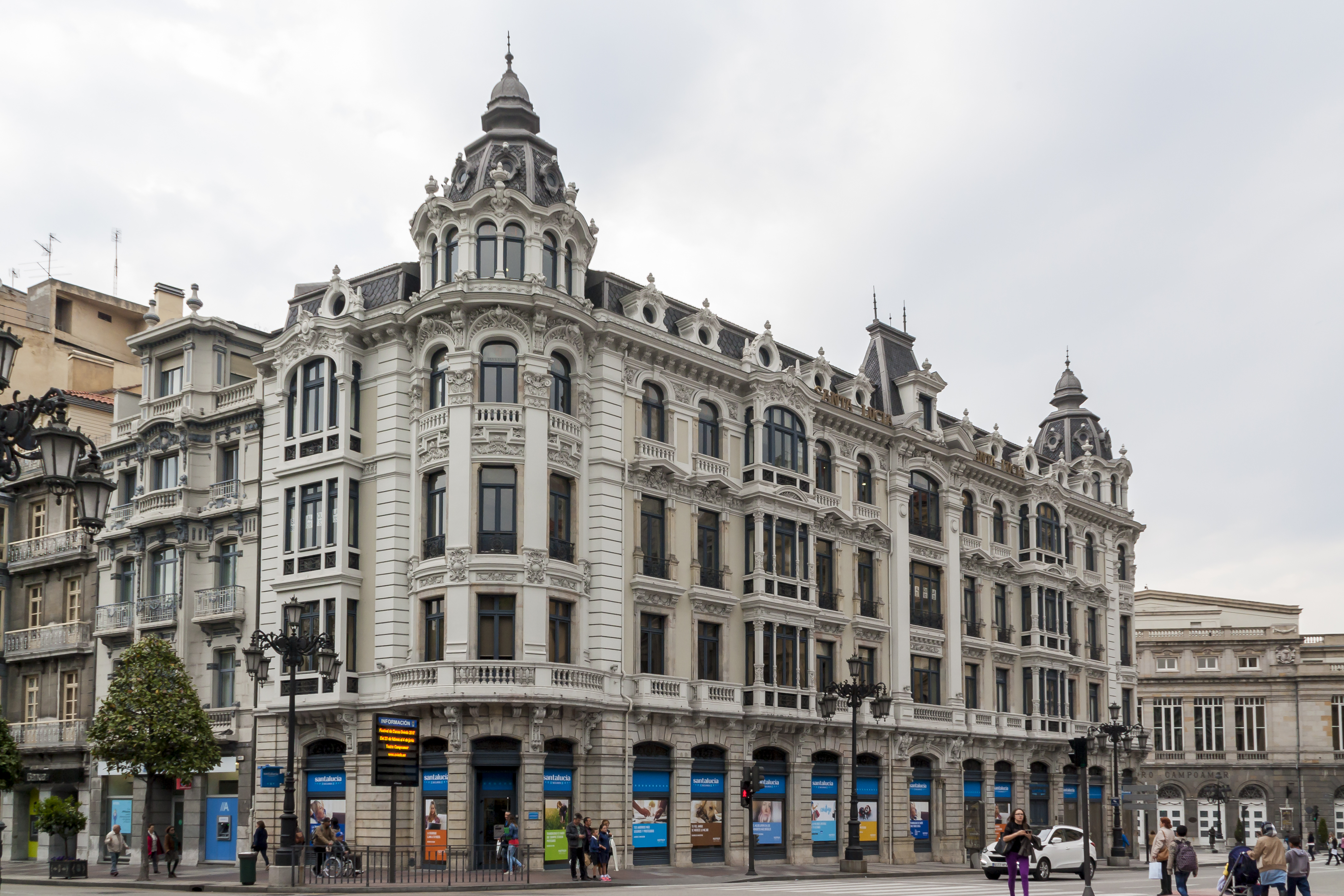
La casa Conde, 1904

- La casa Conde, 1904Casa de García-Conde (Plaza de la Escandalera, 1904)
- Mercado Cubierto (Mieres, 1904)

- Casa de Aureliano San Román (1905)
- Teatro Celso, Oviedo (1905)
- Palacete Masaveu (1909)
- Edificio en la calle Fray Ceferino (1910)
- Casino y quiosco de música del Parque de Loriente, (Castropol, 1911)
- Wikimedia Commons alberga una categoría multimedia sobre obra de Juan Miguel de la Guardia.